# Hans De Clercq
Hans De Clercq (Deinze, 3 marzo 1969) è un dirigente sportivo ed ex ciclista su strada belga, professionista dal 1993 al 2004.

## Palmarès

### Strada
- 1990 (Dilettanti, una vittoria)

Vlaamse Pijl
- 1992 (Dilettanti, tre vittorie)

1ª tappa Circuit Franco-Belge (Hérinnes > Kluisbergen)
4ª tappa - parte b Ronde van West-Vlaanderen (Menen > Kemmel)
Classifica Ronde van West-Vlaanderen
- 1998 (Palmans-Ideal, una vittoria)

2ª tappa Circuit Franco-Belge (Tournai > Lys-lez-Lannoy)
- 2000 (Palmans-Ideal, una vittoria)

Bruxelles-Ingooigem
- 2001 (Lotto-Adecco, una vittoria)

Classic Haribo
2ª tappa Driedaagse De Panne - Koksijde (Zottegem > Koksijde)

#### Altri successi
- 1990 (Dilettanti)

Criterium Lombardsijde
- 1991 (Dilettanti)

Sint-Maria-Oudenhove
- 1994 (Palmans-Renault)

Criterium Aartrijke
Derny Wettern
- 1995 (Palmans-Ipso)

Criterium De Haan
- 1997 (Palmans-Lystex)

GP Raf Jonckheere
- 1998 (Palmans-Ideal)

Witte Donderdagprijs-Bellegem
- 1999 (Palmans-Ideal)

Teralfene

## Piazzamenti

### Grandi Giri
- Giro d'Italia

2001: 126º
- Tour de France

2002: 145º
2003: 147º

### Classiche monumento
- Milano-Sanremo

2003: 101º
- Giro delle Fiandre

1993: 96º
1996: 83º
1997: 58º
1998: 48º
1999: 28º
2000: 44º
2001: 19º
2002: 33º
- Parigi-Roubaix

2001: 23º
2003: 12º
2004: ritirato